# Croxteth Park
Croxteth Park var en civil parish från 1858 till 1928 då den blev en del av Liverpool, i grevskapet Lancashire (nu Merseyside), i England. Denna civil parish hade 71 invånare år 1931.